# Marko Attila Hoare
Marko Attila Hoare (nacido en 1972) es un historiador británico cuya carrera se ha centrado en la antigua Yugoslavia. También escribe sobre asuntos de actualidad relacionados con el sureste europeo, incluyendo Turquía y el Cáucaso.

## Biografía
Hijo del traductor británico Quintin Hoare y la periodista e historiadora croata Branka Magaš, firmó sus primeros artículos como Attila Hoare, pero desde 1999 ha empleado su nombre completo. Es un colaborador regular del Bosnian Institute, así como de otras publicaciones académicas.
Lleva estudiando la historia de la desaparecida Yugoslavia desde 1993. En el verano de 1995, trabajó como traductor para el convoy de ayuda humanitaria impulsado por Workers' Aid for Bosnia que acudió al pueblo bosnio de Tuzla para brindar apoyo. Tiene un máster en humanidades por la Universidad de Cambridge y un doctorado por la de Yale.
Entre 1998 y 2001 vivió y trabajó en Belgrado, Serbia, donde se encontraba cuando estalló la guerra de Kosovo. Trabajó para el Tribunal Penal Internacional para la ex Yugoslavia como investigador de crímenes de guerra y participó en la redacción de la acusación contra Slobodan Milošević.
Posteriormente, ejerció de asistente de investigación en el Bosnian Institute londinense, fundado por su padre, y también en la Universidad de Kingston. Es profesor asociado de la Sarajevo School of Science and Technology desde 2017.

## Obra
- How Bosnia Armed: The Birth and Rise of the Bosnian Army (2004)
- Genocide and Resistance in Hitler's Bosnia: The Partisans and the Chetniks, 1941–1943 (2006)
- The History of Bosnia: From the Middle Ages to the Present Day (2007)
- The Bosnian Muslims in the Second World War: A History (2013)